# Calcio Padova
Calcio Padova é um time de futebol italiano da região de Vêneto, que atualmente milita na Serie  B italiana. Fundado em 1910, suas cores oficiais são o vermelho e branco.
Foi o time que revelou Alessandro Del Piero, jogador da Seleção Italiana de Futebol e campeão mundial de futebol em 2006. Estrangeiros que se destacaram no Padova incluem nomes como Alexi Lalas, Goran Vlaović, Thiago Rangel Cionek e Vasco Faísca.
Em 2014 a equipe terminou a Serie B na vigésima posição. Mais tarde o Padova decretou falência e foi rebaixado à Serie D e passou a se chamar Biancosduscati Padova. Então conquistou o acesso à Lega Pro e na temporada seguinte passou a se chamar Calcio Padova Spa.
Na temporada 2020-2021, a promoção direta só faltou: o Pádua de Mandorlini terminou o campeonato empatado com o Perugia no grupo B, mas sucumbiu devido ao pior saldo de gols nos confrontos diretos. Porém, a segunda colocação rendeu aos paduanos o acesso aos play-offs, onde o time chegou até a partida final contra o Alessandria , após já ter eliminado Renate nas quartas de final e Avellino nas semifinais. Na dupla final contra os piemonteses, o jogo de ida em Euganeo termina em 0 a 0; o mesmo placar permanece após o tempo regulamentar e a prorrogação na partida de volta em Moccagatta , que obriga os times a disputarem a disputa de pênaltis , que vê o Pádua perder por 4 a 5, deixando o Alessandria promovido à Série B.
A temporada 2021-2022 começa com a chegada do técnico Massimo Pavanel , técnico do Feralpisalò na temporada anterior. A equipe, mais uma vez montada com um quadro significativo para a categoria, almeja a liderança do grupo A e soma mais pontos que no ano anterior; No entanto, o Südtirol propõe-se servir de contrapeso , tornando-se líder na 11ª jornada e, a dois terços da temporada, conseguindo liderar os Biancoscudati (que perdem pontos principalmente contra equipas de classificação média-baixa) por até um máximo de 10 pontos. Em fevereiro, o clube decidiu proceder a uma clara remodelação do organograma, demitindo Pavanel e o diretor esportivo Sean Sogliano , substituídos respectivamente por Massimo Oddo e Massimiliano Mirabelli . A mudança revitaliza o Padova, que consegue vencer por pouco (novamente contra o Südtirol) a Copa da Série C da Itália e, graças a duas derrotas e um empate sofrido pelos sul-tiroleses, reduz a diferença na classificação para apenas dois pontos. A ultrapassagem, porém, não se concretizou, pois os biancoscudati empataram o confronto direto da penúltima jornada em 0 a 0 e perderam a última rodada para o Virtus Verona por 1 a 2 , tendo, portanto, que disputar os play-offs como vice-campeões. Aqui os biancoscudati eliminam em sequência Juventus Sub-23 (0-1 na primeira mão no Piemonte; 0-1 para os bianconeri no Euganeo que qualifica Pádua devido à sua melhor colocação na temporada regular ) e Catanzaro (0-0 na Calábria; 2 a 1 no Euganeo), chegando à dupla final contra o Palermo , porém perdendo as duas partidas por 1 a 0 e permanecendo assim na Série C.
A temporada 2022-2023 começa com a chegada de Bruno Caneo , após Oddo e Padova decidirem de comum acordo não continuarem juntos. Após um excelente início tanto no jogo quanto nos resultados, o time sofreu uma involução. em 11 de dezembro de 2022, Bruno Caneo foi demitido e substituído no dia seguinte por Vincenzo Torrente . Sob a orientação de Torrente o time ficou em quinto lugar e assim entrou nos playoffs. Passaram na primeira fase ao vencer o Pergolettese por 1 a 0, mas foram eliminados na segunda fase perdendo em casa para o Virtus Verona.
A temporada 2023-2024 começa com a entrada no clube como sócio e como novo presidente de Francesco Peghin , a confirmação de Torrente no comando da equipe e da equipe biancoscudata inserida no grupo A da Lega Pro. A equipe está mais rejuvenescida com alguns acréscimos de experiência. A temporada começou com um empate em 1 a 1 com o Mantova , que mais tarde se tornaria seu rival na liga. A primeira vitória veio no dia seguinte, em casa contra o Legnago por 2 a 0, seguida de mais quatro vitórias consecutivas que levaram a equipe ao topo da tabela. Começa então um período de declínio, com os biancoscudati caindo numa série de empates, sem nunca perder, o que ainda lhes permite manter uma distância mínima sobre Mântua, primeiro no campeonato, que no entanto inflige a primeira derrota da temporada sobre os Paduanos com um retumbante 5-0. Na Coppa Itália Série C a jornada começa com vitórias nas Rodadas Preliminares contra Legnago (2-4) e Giana Erminio (3-0). Nas oitavas de final, Lumezzane foi derrotado por 2 a 0 e nas quartas de final veio uma vitória por pouco sobre o Pontedera. Na semifinal, os biancoscudati conseguiram reverter a derrota do jogo de ida contra o Lucchese graças ao 2 a 0 diante de sua torcida. Na final, venceram em casa no jogo de ida o Catania por 2 a 1, mas na partida de volta os sicilianos anularam o resultado do jogo de ida ao vencer por 4 a 2 após prorrogação e conquistar a Copa. Após o empate com o Lumezzane, Vincenzo Torrente foi dispensado de suas funções a apenas três rodadas do fim, com Massimo Oddo retornando ao banco dos biancoscudati. O campeonato termina com vitória por 3 a 2 sobre o Triestina com 77 pontos, apenas três a menos que o campeão Mântua. Nos Play-offs, os biancoscudati enfrentaram o rival LR Vicenza , que, no entanto, venceu tanto no jogo de ida, por 2 a 0, disputado em Menti, quanto no jogo de volta, por 1 a 0.
A temporada 2024-2025 começa com o anúncio de Matteo Andreoletti, de 35 anos, como novo treinador.
Na temporada, o clube foi campeão da Liga Pro no grupo A, garantindo assim o acesso a Série B na próxima temporada.

## Títulos
| NACIONAIS                                     | NACIONAIS                                | NACIONAIS | NACIONAIS                                               |
|                                               | Competição                               | Títulos   | Temporadas                                              |
| --------------------------------------------- | ---------------------------------------- | --------- | ------------------------------------------------------- |
|                                               | Campeonato Italiano de Futebol - Série B | 1         | 1947-48                                                 |
| Itália                                        | Campeonato Italiano - Serie C            | 3         | 1936-37 (Grupo C), 2017-18 (Grupo B), 2024-25 (Grupo A) |
| Itália                                        | Campeonato Italiano - Serie C2           | 2         | 1980-1981 (Grupo B), 2000-2001 (Grupo A)                |
| Itália                                        | Serie D                                  | 1         | 2014-2015 (Grupo C)                                     |
| Supercoppa italiana di pallavolo maschile.svg | Coppa Italia Serie C                     | 2         | 1979-1980, 2021-2022                                    |
| Itália                                        | Supercopa da Série C                     | 1         | 2018                                                    |